# العلاقات البوروندية الليبية
العلاقات البوروندية الليبية هي العلاقات الثنائية التي تجمع بين بوروندي وليبيا.

## مقارنة بين البلدين
هذه مقارنة عامة ومرجعية للدولتين:
| وجه المقارنة                                              | بوروندي                                    | ليبيا                                       |
| --------------------------------------------------------- | ------------------------------------------ | ------------------------------------------- |
| المساحة (كم2)                                             | 27.83 ألف                                  | 1.76 مليون                                  |
| عدد السكان (نسمة)                                         | 10.86 مليون                                | 6.37 مليون                                  |
| الكثافة السكانية (ن./كم²)                                 | 390.23                                     | 3.62                                        |
| العاصمة                                                   | بوجومبورا، جيتيغا                          | طرابلس                                      |
| اللغة الرسمية                                             | اللغة الكيروندية، لغة فرنسية، لغة إنجليزية | اللغة العربية، اللغة العربية الفصحى الحديثة |
| العملة                                                    | فرنك بوروندي                               | دينار ليبي                                  |
| الناتج المحلي الإجمالي (بليون دولار)                      | 3.48 مليار                                 | 50.98 مليار                                 |
| الناتج المحلي الإجمالي (تعادل القوة الشرائية) بليون دولار | 8.13 مليار                                 | 69.32 مليار                                 |
| الناتج المحلي الإجمالي الاسمي للفرد دولار أمريكي          | 277                                        |                                             |
| الناتج المحلي الإجمالي للفرد دولار أمريكي                 | 77                                         | 15.60 ألف                                   |
| مؤشر التنمية البشرية                                      | 0.400                                      | 0.724                                       |
| رمز المكالمات الدولي                                      | +257                                       | +218                                        |
| رمز الإنترنت                                              | .bi                                        | .ly                                         |
| المنطقة الزمنية                                           | ت ع م+02:00                                | ت ع م+02:00، توقيت شرق أوروبا               |

## منظمات دولية مشتركة
يشترك البلدان في عضوية مجموعة من المنظمات الدولية، منها:
| علم المنظمة | اسم المنظمة                        | تاريخ انضمام بوروندي | تاريخ انضمام ليبيا |
| ----------- | ---------------------------------- | -------------------- | ------------------ |
|             | مؤسسة التنمية الدولية              | 28 سبتمبر 1963       | 1 أغسطس 1961       |
|             | يونسكو                             | 16 نوفمبر 1962       | 27 يونيو 1953      |
|             | وكالة ضمان الاستثمار متعدد الأطراف | 10 مارس 1998         | 5 أبريل 1993       |
|             | الأمم المتحدة                      | 18 سبتمبر 1962       | 14 ديسمبر 1955     |
|             | الاتحاد البريدي العالمي            | ?                    | ?                  |
|             | البنك الدولي للإنشاء والتعمير      | 28 سبتمبر 1963       | 17 سبتمبر 1958     |
|             | الاتحاد الدولي للاتصالات           | 16 فبراير 1963       | 3 فبراير 1953      |
|             | منظمة حظر الأسلحة الكيميائية       | ?                    | ?                  |
|             | مؤسسة التمويل الدولية              | 28 نوفمبر 1979       | 18 سبتمبر 1958     |
|             | منظمة الشرطة الجنائية الدولية      | ?                    | ?                  |
|             | الاتحاد الأفريقي                   | 25 مايو 1963         | ?                  |
|             | البنك الإفريقي للتنمية             | ?                    | ?                  |

## وصلات خارجية
- موقع وزارة الخارجية الليبية